# 克尼亞希尼奇 (伊凡諾-法蘭科夫斯克州)

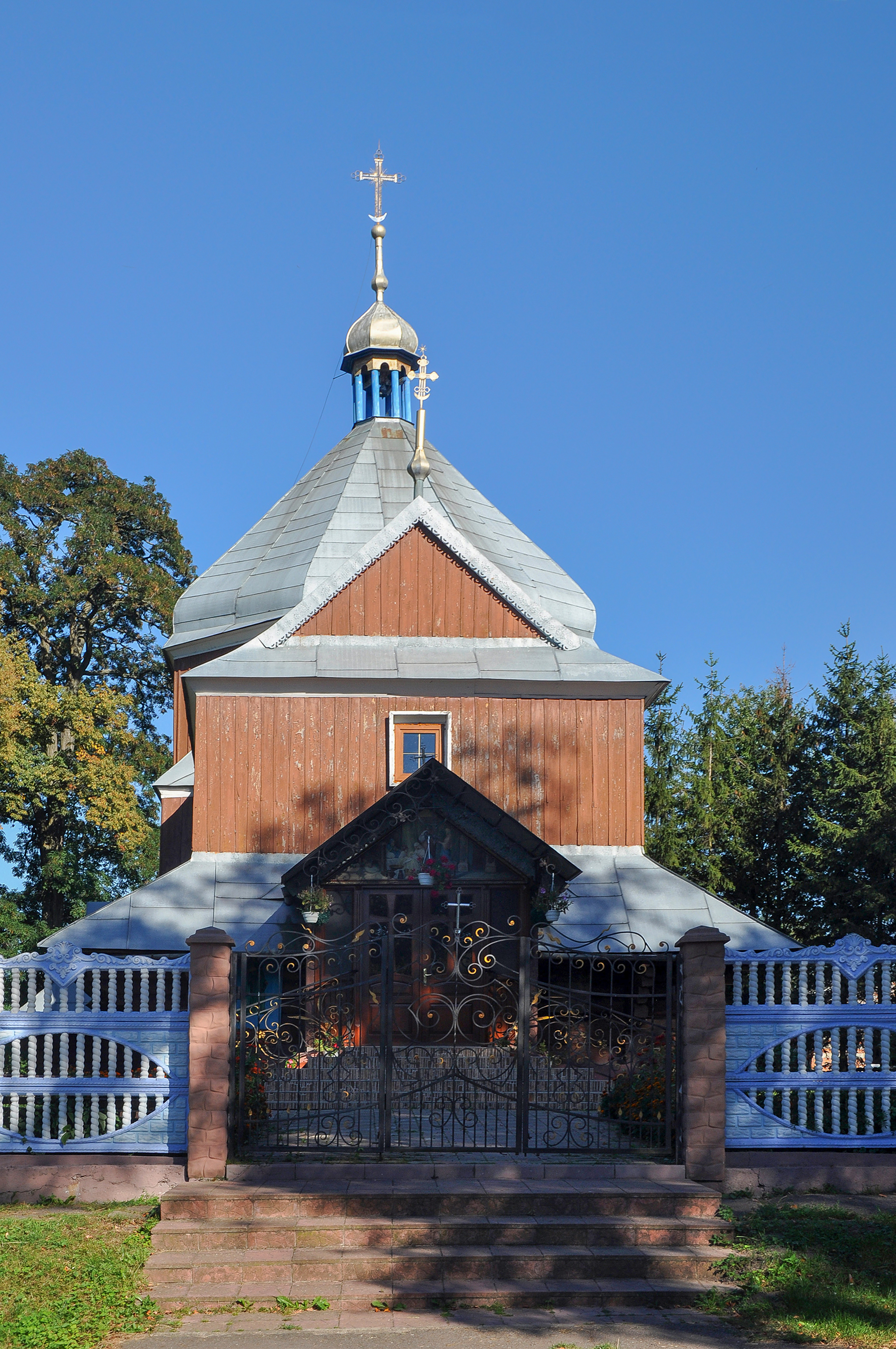

克尼亞希尼奇（羅馬化：Kniahynychi）是烏克蘭西部的村莊，隸屬伊萬諾-弗蘭科夫斯克州的伊萬諾-弗蘭科夫斯克區。該村始建於1430年，面積8.86平方公里，海拔高度274米，2001年人口718，人口密度每平方公里81人。
49°22′48″N 24°27′34″E / 49.38000°N 24.45944°E